# In Extremo

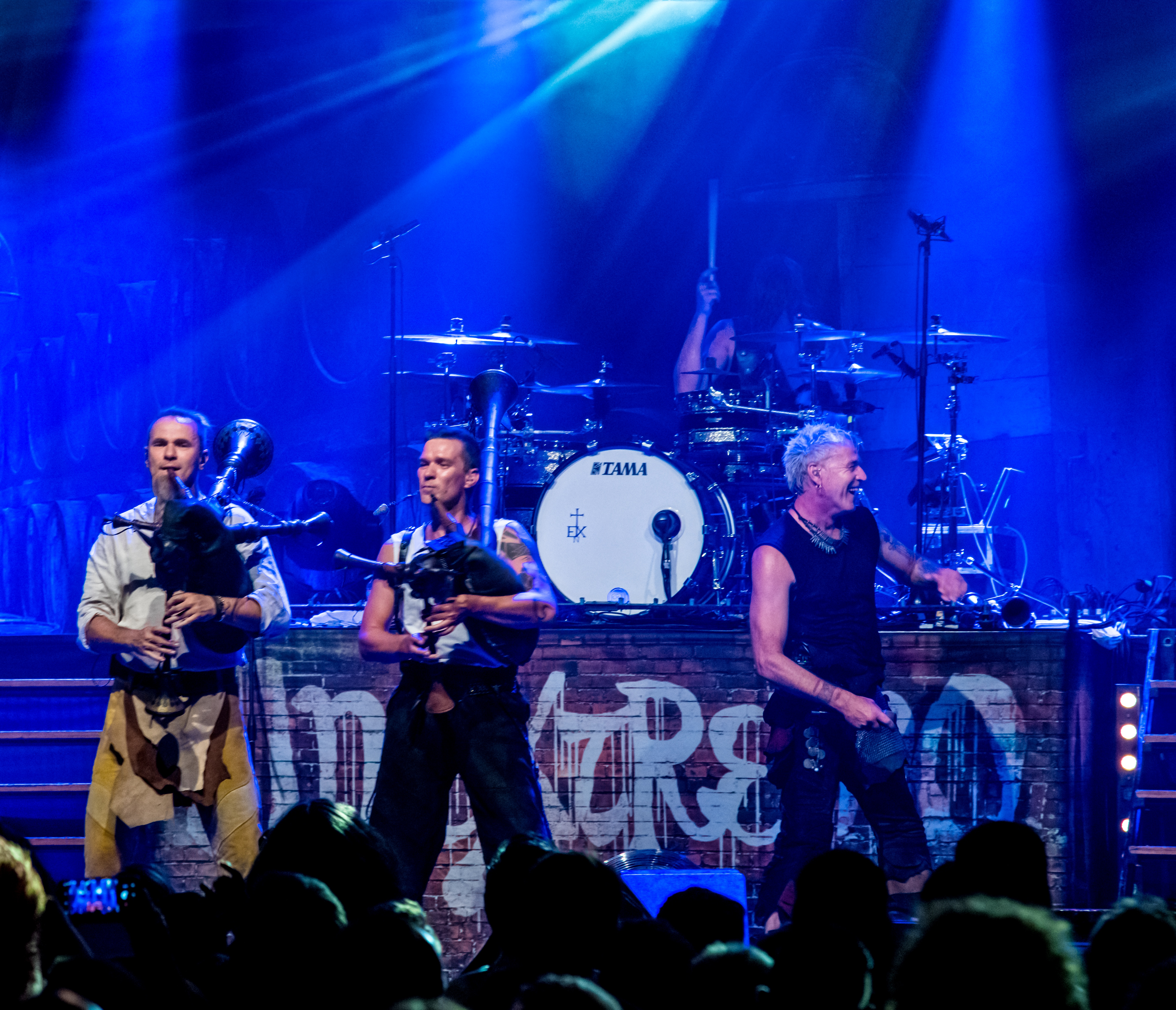
In Extremo auf dem ZMF 2018 in Freiburg

In Extremo (kurz InEx) ist eine deutsche Band, die dem Mittelalter-Rock zugeordnet wird. Die sechsköpfige Gruppe wurde 1995 in Berlin gegründet und ist eine der kommerziell erfolgreichsten Formationen im Bereich des Mittelalter-Rocks bzw. -Metals.

## Geschichte

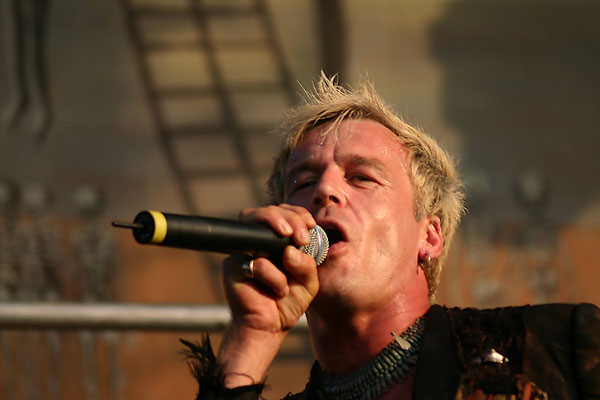
Michael Robert Rhein (alias Das letzte Einhorn)

In Extremo entstand aus zwei anfangs voneinander unabhängigen Projekten: einer namenlosen reinen Mittelalter-Band und einer Rockband. Bekannt wurde die Formation durch häufige Präsenz auf Mittelaltermärkten und anderen Veranstaltungen, auf denen die Musiker ihre Akustikstücke spielten. Am 11. April 1995, während der Proben für die Saison, hatte Michael Robert Rhein (alias Das Letzte Einhorn) die Idee, als Projektnamen den lateinischen Ausdruck „In Extremo“ zu verwenden, der auf Deutsch „zu guter Letzt“ beziehungsweise „in Vollendung“ bedeutet.

### 1995–1998: Getrennte Projekte
Gründungsmitglieder der Mittelalter-Band waren: Das letzte Einhorn, Flex der Biegsame, Conny Fuchs, die allerdings schon vor dem offiziellen Gründungsdatum aufgrund ihrer Schwangerschaft für Dr. Pymonte Platz machte, und Sen Pusterbalg, der kurze Zeit nach der offiziellen Gründung durch Yellow Pfeiffer ersetzt wurde. Die Rockband bestand ursprünglich auch aus den Mitgliedern mit den Bühnennamen Thomas der Münzer, der Morgenstern und Die Lutter.
Die steigenden Besucherzahlen, Druck vom damaligen Plattenlabel und das eigene Interesse brachten In Extremo schon im Jahr 1995 dazu, einen Versuch zu starten, Dudelsäcke mit Rockgitarren zu verbinden. Dafür wurde eine Rockgruppe dazugeholt, die moderne Instrumente wie Schlagzeug, E-Bass und E-Gitarre in die Akustikstücke integrierte.
Im August 1996 begannen die Arbeiten für das erste In-Extremo-Album, das bereits zwei Tracks des neuen Rockprogramms beinhaltete. Da das Album keinen offiziellen Namen hatte, wurde es wegen des goldenen Covers In Extremo Gold genannt. Erst bei der Wiederveröffentlichung im Jahr 2006 erhielt das Album den offiziellen Namen Die Goldene. Ab Februar 1997 wurde es, ebenso wie die Single Der Galgen, in Eigenregie auf Mittelaltermärkten vertrieben.
In Extremo spielten weiter getrennt als Mittelalter- und als Rockformation, bis sie am 29. März 1997 ihr erstes gemeinsames Live-Rock-Konzert gaben; daher gibt die Band dieses Datum als Gründungsdatum an. 1998 wurde das zweite Mittelalter-Album Hameln veröffentlicht sowie das Mittelalter-Live-Album Die Verrückten sind in der Stadt.

### 1998–2000: Erste Jahre als Mittelalter-Rock-Band
Im Januar 1998 wurden die beiden Projekte offiziell zusammengelegt und am 11. April 1998 fand auf Burg Rabenstein in Brandenburg das erste In Extremo-Konzert in „großer Besetzung“ statt. Das Berliner Independent-Label Vielklang wurde daraufhin auf In Extremo aufmerksam, die Band unterschrieb ihren ersten Künstlervertrag und nahm zwei Monate nach ihrem letzten Studioaufenthalt in nur zwölf Tagen ihr Mittelalterrock-Debüt Weckt die Toten! auf. Das Album besteht hauptsächlich aus mittelalterlichen Liedern, die teilweise in mittelalterlichen Sprachen verfasst sind. Nur wenige Lieder wurden von In Extremo selbst geschrieben. Darauf folgte eine Tour in Deutschland, während die Leser des Magazins Rock Hard die Band zum „Newcomer des Jahres“ wählten.
Zum Jahreswechsel nahm man das nächste Album in Angriff. Im Frühjahr 1999 unterschrieben In Extremo beim Major-Label Mercury/Universal. Zum zweijährigen Geburtstagskonzert der Band erlitt der Frontmann Michael Robert Rhein alias „Das letzte Einhorn“ im Mannheimer Capitol schwerste Verbrennungen bei einer Feuerspuck-Showeinlage. Zwei Monate später betrat „Das letzte Einhorn“ auf dem Dynamo-Festival in Holland wieder die Bühne zum ersten Auslandskonzert der Band.
Die Promo-CD, eine Cover-Version des The-Sisters-of-Mercy-Klassikers This Corrosion mit zugehöriger Videoclip-Premiere, läutete das folgende Album Verehrt und angespien ein. Überraschend erreichte das Album Platz 11 in den deutschen Charts. Nach der Veröffentlichung des letzten Albums ging In Extremo in Deutschland und im Ausland auf Tour. Der Gitarrist Thomas Mund alias Thomas der Münzer litt an schweren Depressionen, so dass er sich in eine Klinik einweisen ließ. Sein Nachfolger wurde Sebastian Oliver Lange alias Van Lange.

### 2000–2006: neues Jahrtausend
Mit der Veröffentlichung der Single Vollmond wurde das nächste Studioalbum Sünder ohne Zügel angekündigt, welches 2001 erschien. Erstmals erreichten In Extremo die Top Ten der deutschen Albumcharts und die Albumcharts von Österreich. Danach hatten In Extremo ihren ersten und einzigen virtuellen Auftritt in dem deutschen Erfolgscomputerspiel Gothic des deutschen Computerspieleentwicklers Piranha Bytes mit der Akustikversion des Lieds Herr Mannelig vom Album Verehrt und Angespien. In Extremo gaben daraufhin eine kleine Festival-Tournee, während der auch das Live-Video zur Promo Wind entstand. Bassist Lutter ließ sich einen Tag vor Beginn der Herbsttournee ins Krankenhaus einliefern und erhielt die Diagnose Darmkrebs. Die Tour wurde vorerst verschoben, später aber, mit dem Bassisten Toddy von der Band BOON als Vertretung, doch noch durchgeführt. Bei der nächsten Weihnachtstournee stand der Bassist Die Lutter wieder auf der Bühne. Die Band wurde für den ‘Echo’ in der Sparte ‘National NU Metal / Alternative Rock’ nominiert, den aber Rammstein gewann. Daraufhin wurde die erste Live-DVD Live – 2002 veröffentlicht, welche Konzerte vom Kyffhäuser- und vom Taubertal-Festival enthielt. Parallel dazu wurde auch eine passende Live-CD sowie -DVD veröffentlicht. Für die DVD wurde der Band 2011 die Goldene Schallplatte verliehen.
Das nächste und insgesamt siebte Studioalbum wurde 2003 unter dem Titel Sieben veröffentlicht. Es erreichte Platz 3 der deutschen, der schweizerischen und der österreichischen Albumcharts. Für das Album wurde der Band noch im selben Jahr die Goldene Schallplatte verliehen. Die Videos zu den Singles Küss mich und Erdbeermund wurden oft im Fernsehen gesendet. Die darauf folgende Tour war die bis dato erfolgreichste von In Extremo.
2005 wurde dann das nächste Studioalbum Mein rasend Herz mit der Single Nur ihr allein veröffentlicht, zu dem ein Musikvideo mit echten japanischen Touristen gedreht wurde. Im Video spielte auch Michael Robert Rheins Tochter Jaëla mit. Das gleichnamige Album erreichte wie Sieben Platz 3 der deutschen, der schweizerischen und der österreichischen Album-Charts. Die nächste Tour war noch erfolgreicher und anschließend wurde die Single Horizont veröffentlicht. Die Band veröffentlichte eine Live-CD und -DVD von der Tournee mit dem Titel Raue Spree 2005; für die DVD wurde im Jahr 2007 eine Goldene Schallplatte vergeben.
Im Juni 2005 spielten In Extremo ein etwa einstündiges Set beim Vaya-con-Tioz-Festival auf dem Lausitzring, welches gleichzeitig das Abschiedskonzert der Band Böhse Onkelz war.

### 2006–2007:Kein Blick zurück
Anfang 2006 spielte In Extremo erstmals in Russland. Im Februar waren In Extremo bei TV Total zu Gast, um die nächste Single Liam, ein Song vom letzten Album Mein rasend Herz, und die Teilnahme am Bundesvision Song Contest mit diesem Titel sowie die Live-DVD Raue Spree vorzustellen. Die DVD und die parallel veröffentlichte Doppel-CD verkauften sich sehr gut. Das Video zur Single Liam war der Live-Mitschnitt von der letzten DVD. Beim Bundesvision Song Contest erreichte In Extremo für Thüringen den 3. Platz.
Später ging man wieder auf Tour, unter anderem auf dem Wacken Open Air (kurz W:O:A). Nach der Tour entschied sich In Extremo, die ersten beiden Studioalben In Extremo – Gold und Hameln unter den Namen Die Goldene 2006 und Hameln 2006 wiederzuveröffentlichen. Gleichzeitig wurde das Best-of-Album Kein Blick zurück herausgebracht, welches neben von In Extremo neu eingespielten Liedern auch von den Fans ausgewählte sowie zwei bisher unveröffentlichte Lieder enthielt. Zudem wurde eine Limited-Edition-CD veröffentlicht. Auf dieser CD wurden bekannte In-Extremo-Lieder von anderen Bands und Musikern gecovert.

### 2008–2012:Sængerkrieg,Wahre JahreundSterneneisen
Am 9. Mai 2008 wurde das neue Album Sængerkrieg veröffentlicht. Vorab erschien am 25. April 2008 die Single Frei zu sein, deren Musikvideo eine Hommage an den Hollywood-Klassiker Einer flog über das Kuckucksnest ist. Mit dem Album Sængerkrieg (2008) kehrt In Extremo zu einem rockigen Stil zurück. Das Album erreichte als erstes Platz 1 der deutschen Charts und zusätzlich noch im Jahr 2010 die Verleihung einer goldenen Schallplatte. Im Sommer 2008 startete eine Tour unter dem Motto: Ius primae noctis – Das Recht der ersten Nacht, deren Auftrittsorte (unter anderen Merseburg, Creuzburg, Wasserschloss Klaffenbach) nach Angabe der Band vor allem im Hinblick auf ein stimmungsvolles Umfeld und die Publikumsreaktionen bei früheren Auftritten ausgewählt wurden. Am 31. Juli wurde ein Konzert in Bonn unverzögert im Internet übertragen. Außerdem spielten In Extremo 2008 Konzerte in Österreich und Russland. Am 17. Oktober erschien die Single Neues Glück sowie am 28. Oktober das Akustikalbum Sængerkrieg Akustik Radio-Show, welches am 16. Oktober beim Radio Fritz Konzert aufgezeichnet und im Anschluss als CD veröffentlicht wurde. Im Dezember 2008 fand eine weitere Sængerkrieg-Tour statt, bei der die Band ihren Auftritt im Kölner Palladium aufzeichnete. Die zugehörige DVD mit dem Namen Am goldenen Rhein wurde am 15. Mai 2009 veröffentlicht. Das Live-Album erreichte Platz 8, hielt sich insgesamt 12 Wochen in den Charts und errang im Jahr 2012 eine Platin-Schallplatte.
Im Februar 2010 verließ Der Morgenstern die Band wegen musikalischer Differenzen. Auf der folgenden sog. „Tranquilo“-Akustik-Tour sprang der Roadie Adrian Otto für ihn ein. Bei Rock im Park 2010 stellten In Extremo ihren neuen Schlagzeuger Specki T. D. (Florian Speckardt) vor, vormals Letzte Instanz.
2010 spielten In Extremo ein 15-Jahre-Jubiläumsfestival in Erfurt mit Grüßaugust, Oomph!, Pothead, Fiddler’s Green, Korpiklaani und Ohrenfeindt als Vorbands. Während des Konzerts wurde die Band von Joey Kelly, In-Extremo-Gründungsmitglied Conny Fuchs und von Götz Alsmann unterstützt.
Am 25. Februar 2011 erschien das neue Album Sterneneisen, welches sich wie der Vorgänger auf dem ersten Platz der deutschen Album-Charts platzieren und ebenfalls – im Jahr 2012 – eine goldene Schallplatte erringen konnte. Im April ging die Band auf große Sterneneisen-Tour quer durch Deutschland, Österreich und die Schweiz. Im November 2011 begab sich In Extremo auf große Europa-Tournee durch Russland, die Ukraine, Tschechien, Slowakei, die Niederlande, Portugal und Spanien. Im Dezember setzte die Gruppe ihre Sterneneisen-Tour mit einem zweiten Teil in den deutschsprachigen Ländern fort.
2012 spielten In Extremo u. a. auf dem 70000-Tons-of-Metal-Festival in der Karibik, auf dem Hellfest in Frankreich sowie als Headliner auf dem Metalfest. Weitere Konzerte gaben sie zudem in Italien, Tschechien, Deutschland (darunter das Wacken Open Air), Polen, Österreich, Ungarn, Kroatien und Mexiko.

### Seit 2013:Kunstraub,20 Wahre Jahre,Quid Pro QuoundKompass zur Sonne
Auf der Full Metal Cruise, dem Kreuzfahrt-Festival der Wacken-Open-Air-Veranstalter, gaben In Extremo am 19. Mai 2013 bei einer eigens einberufenen Pressekonferenz bekannt, dass im September 2013 das neue Album Kunstraub erscheinen wird, im gleichen Atemzug folgte auch eine Tourbestätigung. Am 27. September 2013 wurde nach der Vorab-Single Feuertaufe das Album Kunstraub dann auch veröffentlicht. Eine dazugehörige gleichnamige Tour durch Deutschland, Österreich, die Schweiz, die Niederlande, Frankreich, Tschechien und Luxemburg folgte dann von Ende Oktober bis Mitte Dezember. Das Jahr 2014 wurde durch die erste große Tour durch Russland und die Ukraine eröffnet (sechs Konzerte in Russland, zwei in der Ukraine), woraufhin die Festivalsaison folgte, unter anderem mit Rock am Ring, Rock im Park und dem Deichbrand Festival sowie 14 weiteren Festivals im In- und Ausland. Am 24. März 2014 sagte die Band aufgrund der unsicheren politischen Lage in der Ukraine die beiden geplanten Konzerte ab.
Nachdem In Extremo im Dezember 2014 eine Wintertour absolviert hatten und 2015 auf dem Wacken Open Air aufgetreten waren, führten sie am 4. und am 5. September 2015 auf der Freilichtbühne der Loreley zum 20-jährige Bestehen der Band ein Festival unter dem Namen 20 Wahre Jahre durch. Dabei waren als Gäste unter anderem: Schandmaul, Eisbrecher, Eluveitie, Fiddler’s Green, Die Krupps, Dritte Wahl, Russkaja, Omnia und Orphaned Land. Aus Anlass ihres Jubiläums veröffentlichte die Band am 4. September 2015 das Boxset 20 Wahre Jahre 1995–2015, das alle bis zu diesem Zeitpunkt erschienen Studio-Alben, das Album Die Verrückten sind in der Stadt, ein Raritäten-Album sowie das sonst unveröffentlichte Live-Album Tranquilo, einen nummerierten Kunstdruck und ein 60-seitiges Hardcoverbuch enthielt.
Am 24. Juni 2016 ist das Album Quid Pro Quo erschienen, das Platz 1 der deutschen Albumcharts belegte. Am 2. Dezember erschien das Livealbum Quid Pro Quo live, welches im Palladium in Köln aufgenommen wurde.
2017 spielte die Band als Vorgruppe von KISS. Am 15. September 2017 wurde das Best-Of-Album 40 wahre Lieder in mehreren Versionen veröffentlicht. Am 11. und 12. Juni 2019 war In Extremo bzw. Michael Robert Rhein als Gast am MTV Unplugged der Band Santiano beteiligt.
Das 13. Studioalbum Kompass zur Sonne und eine Tour mit Unterstützung von unter anderem Faun, Fiddler’s Green und Lacuna Coil wurden Ende 2019 fürs Frühjahr 2020 angekündigt. Die erste Single des Albums, Troja, erschien am 30. Januar 2020 und die zweite Single Wintermärchen, deren Text von einem Gedicht von Otto Ernst stammt, erschien am 28. Februar 2020. Wegen des Coronavirus-Ausbruchs wurde die Tour später auf Oktober bis Dezember 2020 verschoben. Aus dem gleichen Grund wurde das Album-Release-Datum von März zu Mai geändert. Es erschienen bis zur Veröffentlichung des Albums noch zwei Singles, Wer kann segeln ohne Wind feat. Johan Hegg von Amon Amarth, basierend auf einem alten schwedischen Volkslied, und der Titeltrack Kompass zur Sonne. Das Album selber erschien am 8. Mai 2020 und stieg auf Platz 1 der deutschen Albumcharts ein.
Am 30. Juli 2020 spielten sie online bei Wacken World Wide.
Am 17. Mai 2021 gab die Band den Austritt von Boris „Yellow“ Pfeiffer bekannt.
Am 10. Dezember 2021 hat die Band mit „Weihnachtskater“ ihre erste Weihnachtssingle veröffentlicht.
Im September 2024 wurde das Album Wolkenschieber veröffentlicht. Es enthält Features mit Joey und Jimmy Kelly, Bjoern Both von Santiano, Oliver Satyr von Faun und Joachim Witt.

## Stil

### Instrumente
Neben E-Gitarre, Bass und Schlagzeug zeichnen sich In Extremo durch – für eine Rockband – unkonventionelle Instrumente hauptsächlich mittelalterlicher Herkunft aus. Zu nennen sind Drehleier, Sackpfeife (ugs. Dudelsack), Schalmei, Nyckelharpa, Harfe, Cister, Trumscheit, Hackbrett, Tabla, Davul und Klangbaum. Die Band ist bekannt für die auf ihren Konzerten verwendete Pyrotechnik.
Die Dudelsäcke wurden zum Teil selbst angefertigt (Dr. Pymonte), werden aber zum Teil auch von einem bekannten Sackpfeifenbauer gebaut. Selbstgebaut ist auch eine mit einer ganzen Pferdehaut bespannte Rahmentrommel, genannt „Das Pferd“. Die meisten anderen Instrumente werden nur noch von wenigen Instrumentenbauern gefertigt.

### Texte
Viele Texte der ersten Alben und ein paar Texte der neueren Alben sind nicht von der Band selbst gedichtet, sondern stammen – wie die Instrumente – aus verschiedenen Regionen des europäischen Mittelalters (8. bis 15. Jahrhundert) und der frühen Neuzeit (bis 18. Jahrhundert). Daher sind sie in vielen verschiedenen Sprachen abgefasst, die von den Bandmitgliedern nicht alle beherrscht werden. Zu den Sprachen gehören Isländisch, Schwedisch (genauer Nysvenska), Alt-Französisch, Mittelhochdeutsch und Althochdeutsch, Latein, Hebräisch und viele weitere. Als bekanntester Verfasser einiger Texte ist der französische Dichter François Villon zu nennen (z. B. Rotes Haar oder Erdbeermund, in der deutschen Nachdichtung von Paul Zech). Aber auch Gedichte von Johann Wolfgang von Goethe (Rattenfänger), Ludwig Uhland (Des Sängers Fluch – das In Extremo leicht veränderten und Spielmannsfluch nannten) und Frank Wedekind (Der Tantenmörder, von In Extremo in Albtraum umbenannt) sowie Texte aus der mittelalterlichen Liedersammlung Carmina Burana wurden verwendet. Auf dem Album Mein rasend Herz haben In Extremo den selbstverfassten Text des Songs Liam erst auf Deutsch geschrieben und dann von Rea Garvey, der auch Gastsänger bei diesem Lied ist, ins Gälische übersetzen lassen.

## Auftritte
Ihr erster großer Auftritt war im ersten Teil des Computerspiels Gothic, als sie im zweiten Kapitel zur Belustigung der Buddler im alten Lager die Akustikversion des Lieds Herr Mannelig vom Album Verehrt und Angespien zum Besten gaben, das aber aus rechtlichen Gründen nur in der deutschsprachigen Ausgabe des Spiels enthalten ist.
Mit dem Erfolg wurden auch die Musiksender auf In Extremo aufmerksam. So wurden sie in die Fernsehsendung Viva Interaktiv eingeladen. Dort standen sie 15 Minuten lang Rede und Antwort und spielten zwei Lieder. Eine Einladung von Top of the Pops, um dort Küss Mich zu spielen, lehnten sie damals ab, weil es laut „Das Letzte Einhorn“ nicht ihr Milieu gewesen sei. Dennoch nahmen sie 2005 eine weitere Einladung an und spielten im Rahmen der Sendung das Stück Nur Ihr Allein.
Zu dieser Zeit wuchs auch das Publikum bei Live-Auftritten. Der Weg der Band führte weg von Marktplätzen und Mittelalterfesten hin zu Festivals wie Wacken Open Air, Rock am Ring, dem Taubertal-Festival oder dem Nova Rock (Österreich). Außerdem spielten In Extremo als Vorgruppe auf dem Abschlusskonzert der Böhsen Onkelz (17./18. Juni 2005), auf dem sich ca. 120.000 Zuschauer befanden.
Am 9. Februar 2006 nahmen In Extremo am Bundesvision Song Contest von Stefan Raab für das Land Thüringen teil. Die Gruppe belegte mit Liam (deutsch) den dritten Platz. Zuvor hatten sie sich am 2. Februar bereits in der Sendung TV total vorgestellt.
Weiterhin traten In Extremo 2006 auf dem Wacken Open Air sowie auf dem M’era Luna Festival in Hildesheim auf. Ende 2006 spielten sie im Rahmen ihrer 10 Jahre Jubiläumstour in Deutschland, Österreich und der Schweiz, Mitte 2007 auf dem Nova Rock Festival in Österreich, im Juli 2007 auf dem Rockharz Open Air in Förste, im August 2007 auf dem Summer Breeze in Dinkelsbühl und im Juni 2008 auf dem Greenfield Festival in der Schweiz.
Am 29. November 2008 traten sie bei der TV total Stock Car Crash Challenge und 2009 abermals auf dem Wacken Open Air und Novarock auf.
2002 und 2009 spielte die Band beim Open Flair in Eschwege. Im Dezember startete, aufgrund der positiven Erfahrungen beim ersten Akustik-Konzert auf Radio Fritz, die Tranquilo-Akustik-Tour.
Am 4. Juni 2010 traten In Extremo bei Rock im Park mit ihrem neuen Schlagzeuger auf. Am 18. Juni 2010 spielten sie auf dem Feuertanz-Festival in Abenberg. Am 24. und 25. Juli 2010 spielte In Extremo in der Zitadelle Petersberg in Erfurt ihr 15-Jahre-Jubiläumsfestival Wahre Jahre – 15 Jahre In Extremo mit bekannten Bands (s. o.) vor über 20.000 Zuschauern. Am 4. August 2012 spielte In Extremo auf dem größten Festival Europas, dem Woodstock-Festival in Polen vor über einer halben Million Menschen. Dies war der größte Auftritt in der Bandgeschichte. Im Jahr 2015 traten In Extremo abermals im Vorprogramm der Böhsen Onkelz auf deren Böhse-fürs-Leben-Konzerten (19./20. und 26./27. Juni 2015) am Hockenheimring vor insgesamt etwa 350.000 Besuchern auf. Am 4. und 5. September spielten In Extremo schließlich auf der Freilichtbühne der Loreley unter dem Motto 20 Wahre Jahre anlässlich ihres 20-jährigen Bandjubiläums. Die Band feierte am 17. August 2017 ihren 1000. Auftritt auf dem Summer Breeze Open Air.

## Erfolge
Das erste Album, mit dem In Extremo Aufmerksamkeit erregte, war Verehrt und Angespien. Es erreichte einen für damals überraschenden 11. Platz in den deutschen Albumcharts. Das Nachfolgealbum Sünder ohne Zügel erreichte den 10. Platz.
Großen Erfolg hatte die Band mit ihrem Album 7, es kam in den deutschen Albumcharts auf Platz 3. Das Video der Singleauskopplung Küss mich wurde häufig im deutschen Musikfernsehen gezeigt. Die Singles selbst konnten hohe Chartplatzierungen erreichen.
Das achte Album Mein rasend Herz erreichte im Jahr 2005 den 3. Platz in den Albumcharts. Aus diesem Album wurden drei Singles veröffentlicht. Nur ihr allein am 17. Mai 2005, Horizont am 12. September 2005 und Liam (deutsch) am 3. Februar 2006. Am 10. Februar 2006 wurde die zweite Live-CD/DVD Raue Spree veröffentlicht, sie schaffte es auf den 4. Platz der deutschen Albumcharts. Weiter erreichten die DVD Live 2002 Ende 2006 sowie die CD 7 und die DVD Raue Spree Anfang 2007 Gold-Status.
Mit dem Album Sængerkrieg erreichte In Extremo erstmals in der Bandgeschichte Platz eins der Album-Hitparade: Am 19. Mai 2008 erreichte es in Deutschland Platz 1, in Österreich Platz 13 und in der Schweiz Platz 22. Dieses Album wurde Anfang Juni 2010 zum zweiten Mal mit Gold ausgezeichnet.
Das Album Sterneneisen platzierte sich 2011 wie sein Vorgänger auf Platz eins der deutschen Albumcharts sowie auf Platz fünf in Österreich und Platz 14 in der Schweiz. Das Album wurde ebenfalls mit einer Goldenen Schallplatte ausgezeichnet. Außerdem erhielten In Extremo ihre erste Platinschallplatte für 50.000 verkaufte Einheiten ihrer Live-DVD Am goldenen Rhein. Auch das Album Quid Pro Quo erreichte 2016 Platz eins der deutschen Albumcharts und war mit Platz vier in Österreich und Neun in der Schweiz sogar das bestplatzierte Album der Band in beiden Ländern.

## Ehemalige Mitglieder
Conny Fuchs (Die Rote Füchsin) war die einzige Frau und Mitbegründerin von In Extremo. Ihr Instrument war u. a. der Dudelsack. Im Frühjahr 1996 verließ sie die Band aufgrund ihrer Schwangerschaft. Ihr Nachfolger ist Dr. Pymonte. Heute spielt sie in der mittelalterlichen Frauenband Filia Irata.
Mathias „Sen“ Aring (Sen Pusterpalk von Colnrade) war ein weiteres Mitglied der Band. Er spielte Dudelsack, Drehleier und Schalmei und war damit auf den ersten beiden CDs vertreten. Im September 1997 verließ er die Band und spielt heute in der HistoRock-Band Geyers. Sein Nachfolger war Yellow Pfeiffer.
Thomas Mund (Thomas der Münzer) spielte die Gitarre. Er verließ im Oktober 1999 die Band. Sein Nachfolger ist Van Lange (erst als Vertretung, ab März 2000 dann als vollwertiges Mitglied). Heute spielt er in seinem eigenen Projekt unter dem Namen „Der Münzer“.
Reiner Morgenroth (Der Morgenstern) (der seit Beginn bei In Extremo Schlagzeug gespielt hatte) und In Extremo trennten sich 2010 einvernehmlich, weil seine musikalischen Vorstellungen und die der anderen Bandmitglieder nicht mehr vereinbar waren. Sein Nachfolger ist Specki T.D. Seit August 2013 spielt er ebenfalls bei Der Münzer mit seinem ehemaligen Bandkollegen Thomas Mund. Nebenbei ist er Mitglied bei den Buzz Dees.
Boris Pfeiffer (Yellow Pfeiffer) spielte von 1997 bis 2021 Marktsackpfeife, Schalmei und Nyckelharpa. Auf Grund von Unstimmigkeiten teilte die Band im Mai 2021 mit, dass Pfeiffer ausgeschieden sei. Eine weitere Zusammenarbeit sei nicht mehr vorstellbar. Weder die Band noch Pfeiffer äußerten sich zu konkreten Gründen. Bei einer Demonstration gegen die Corona-Maßnahmen am 24. Januar 2022 in Wandlitz brach Pfeiffer am Rande der Demonstration zusammen und verstarb noch am gleichen Tag im Krankenhaus. Wie die Obduktion ergab, verstarb Pfeiffer an einem Herzinfarkt infolge einer Herzmuskelentzündung.

## Gastsänger
- In Extremo wurden mehrfach von Teilen der The Kelly Family unterstützt. So singt Paddy Kelly im Refrain von Küss Mich aus dem Album Sieben mit. Joey und Angelo Kelly spielten mit In Extremo für die RTL-Sendung Die Die ultimative Chartshow ein Cover des Lieds Why Why Why der Kelly Family ein. Während der Show spielte Adrian Otto, ein Roadie von In Extremo, das Schlagzeug, da In Extremo zu der Zeit ohne Schlagzeuger war.
- Thomas D von den Fantastischen Vier: Spricht den lateinischen Sprechgesang im Stück Ave Maria aus dem Album Sieben, im Bonusteil der DVD Live 2002 ist er auch kurz zu sehen.[19]
- Rea Garvey, Sänger von Reamonn: Singt im Lied Liam aus dem Album Mein rasend Herz neben Das Letzte Einhorn mit. Außerdem hat er den Text übersetzt, so dass In Extremo eine deutsche Version produzierten, die aber nur auf der Single Liam und als Hidden Track auf dem Album zu hören ist.
- Marta Jandová von Die Happy: Singt im Refrain von Horizont aus dem Album Mein rasend Herz mit. Im Video zur Single ist allerdings Jaëla, die Tochter von Michael Rhein, zu sehen.
- Robert Beckmann: Spricht im Lied Poc Vecem aus dem Album Mein rasend Herz mit und spielt im Lied Singapur Violine, außerdem ist er auf der DVD Raue Spree zu sehen.
- Henning Wehland von H-Blockx: Singt im Background im Stück Königin, das die B-Seite der Single Küss mich ist.
- José Andrëa von der spanischen Folk-Metal-Band Mägo de Oz: Singt einen Teil der Verse und den Refrain des Stücks En esta Noche aus dem Album Sängerkrieg mit. Diese Version ist nur auf der Single Neues Glück zu hören. José Andrëa schrieb den Text von En esta Noche mit.
- Der Graf von Unheilig: Singt einen Teil der Verse und des Refrains im Stück Hol die Sterne auf dem Album Sterneneisen.
- Mille Petrozza von Kreator: Singt im Stück Unsichtbar auf dem Album Sterneneisen mit.
- Hansi Kürsch von Blind Guardian singt beim Song Roter Stern auf dem Album Quid Pro Quo mit.
- Marcus Bischoff und Alexander Dietz von Heaven Shall Burn singen beim Song Flaschenteufel auf dem Album Quid Pro Quo mit.
- Georgij Alexandrowitsch Makazaria von Russkaja ist im Album Kompass zur Sonne auf dem Track Gogiya zu hören.
- Johan Hegg von Amon Amarth singt den schwedischen Teil und am Ende mit auf Deutsch im Stück Wer kann segeln ohne Wind auf dem Album Kompass zur Sonne.

Außerdem werden auf der Bonus-CD des Best-of-Albums Kein Blick zurück In-Extremo-Songs durch folgende Künstler gecovert: Blind, Götz Alsmann, Grave Digger, Ougenweide, Randalica, Silbermond und Paul Raven.

## Trivia
Das von Die Lutter geschriebene Buch Spielmannsfluch gibt Einblicke in die Vorgeschichte der Band (bis ca. 2003) und deren ehemalige Bandbesetzungen. Ebenso wurde von Die Lutter das Buch: Short Stories part 1 veröffentlicht.
Im Video zur Single Nur ihr allein spielten echte japanische Touristen mit, die während des Drehs von Das letzte Einhorn mit dem Liedtext vertraut gemacht wurden.
Der Sänger von Korn, Jonathan Davis, ist im Bonusteil der DVD Live 2002 zu sehen.
Aus Anlass des 50. Geburtstages vom Knaack-Club kam es 2002 zu einem Doppelkonzert mit Tausend Tonnen Obst, die sich dabei zu einer einmaligen REUNION vereinten. Als besondere Verbindung galten Reiner Morgenroth-Der Morgenstern und Kay Lutter-Die Lutter als Mitglieder beider Bands.
In Extremo hatte, beziehungsweise einzelne Mitglieder der Band hatten, mehrere heimliche und zum Teil unbezahlte Akustikauftritte auf Mittelaltermärkten unter dem Pseudonym Unbefleckt. Nachdem ihr Pseudonym bekannter geworden war und Veranstalter mit diesen Auftritten auch geworben hatten, beendete die Band dieses Spaßprojekt.
Auf der CD/DVD Hexenkessel der Band Schandmaul singt Das Letzte Einhorn dessen Lied Willst du; der Sänger von Schandmaul, Thomas Lindner, singt lediglich im Hintergrund. Das Lied heißt hier Willst du’s extrem?, weil Schandmaul es im Stil von In Extremo interpretiert. Im Bonusmaterial ist Das letzte Einhorn ebenfalls zu sehen.
Im August 2008 steuerten In Extremo eine Coverversion des Metallica-Songs I Disappear zu dem Musikprojekt German Tribute to Metallica unter anderem mit den Kilians und den Donots bei.
2009 erschien der Song Wer sonst von ASP, auf der Single ist eine spezielle Einhorn-Version mit dem Gesang von Micha Rein erhalten ist.
Das Video zur Single Frei zu sein ist eine Hommage an den Hollywoodklassiker Einer flog über das Kuckucksnest.
In Extremo coverten den Song Yeah Yeah Yeah von den Fantastischen Vier für das Album A Tribute to Die Fantastischen Vier, bei dem weitere Künstler wie Oomph!, Xavier Naidoo und Mario Barth mitgewirkt haben.
Die Band setzt sich für das Lesen- und Schreibenlernen im Rahmen der Kampagne iCHANCE ein, die vom Bundesverband Alphabetisierung und Grundbildung durchgeführt wird.
Die Band unterstützt die Meeresschutzorganisation Sea Shepherd und wird von dieser auf einigen Konzerten begleitet.
In Extremo war bereits sechsmal für den Echo nominiert (2002, 2004, 2006, 2009, 2012, und 2014), gewann den Preis jedoch nie.
Die Biografie Wir werden niemals knien – Die Geschichte einer unnormalen Band erschien Anfang April 2012. Es beschreibt die Anfänge der einzelnen Musiker zu Zeiten der ehemaligen DDR sowie den Werdegang der Band bis Februar 2012. Das Buch entstand in Zusammenarbeit mit Wolf-Rüdiger Mühlmann.
Im Jahr 2015 gab Sonic Seducer die limitierte In Extremo Chronik heraus. Darin befinden sich überarbeitete im Magazin Sonic Seducer im Zeitraum von 20 Jahren erschienene Artikel über die Band sowie neues Fotomaterial.

## Diskografie
Studioalben

| Jahr | Titel Musiklabel                                          | Höchstplatzierung, Gesamtwochen, AuszeichnungChartplatzierungen (Jahr, Titel, Musiklabel, Platzierungen, Wochen, Auszeichnungen, Anmerkungen) | Höchstplatzierung, Gesamtwochen, AuszeichnungChartplatzierungen (Jahr, Titel, Musiklabel, Platzierungen, Wochen, Auszeichnungen, Anmerkungen) | Höchstplatzierung, Gesamtwochen, AuszeichnungChartplatzierungen (Jahr, Titel, Musiklabel, Platzierungen, Wochen, Auszeichnungen, Anmerkungen) | Anmerkungen                                                 |
| Jahr | Titel Musiklabel                                          | DE | AT | CH | Anmerkungen                                                 |
| ---- | --------------------------------------------------------- | --- | --- | --- | ----------------------------------------------------------- |
| 1997 | Die Goldene auch bekannt als: In Extremo In Extremo (EFA) | — | — | — | Erstveröffentlichung: 10. Februar 1997                      |
| 1998 | Hameln auch bekannt als: Hameln 2006 In Extremo (EFA)     | — | — | — | Erstveröffentlichung: 1. März 1998                          |
| 1998 | Weckt die Toten! In Extremo (EFA)                         | — | — | — | Erstveröffentlichung: 1. Mai 1998 Verkäufe: + 450.000       |
| 1999 | Verehrt und angespien Megalux (UMG)                       | DE11 (8 Wo.)DE | — | — | Erstveröffentlichung: 30. August 1999                       |
| 2001 | Sünder ohne Zügel Island Records (UMG)                    | DE10 (8 Wo.)DE | AT44 (3 Wo.)AT | — | Erstveröffentlichung: 3. September 2001                     |
| 2003 | 7 Motor Music (UMG)                                       | DE3 Gold · (8 Wo.)DE | AT15 (4 Wo.)AT | CH78 (2 Wo.)CH | Erstveröffentlichung: 1. September 2003 Verkäufe: + 100.000 |
| 2005 | Mein rasend Herz Universal Music (UMG)                    | DE3 Gold · (16 Wo.)DE | AT22 (7 Wo.)AT | CH40 (4 Wo.)CH | Erstveröffentlichung: 30. Mai 2005 Verkäufe: + 100.000      |
| 2008 | Sængerkrieg Universal Music (UMG)                         | DE1 Gold · (30 Wo.)DE | AT13 (6 Wo.)AT | CH22 (4 Wo.)CH | Erstveröffentlichung: 9. Mai 2008 Verkäufe: + 100.000       |
| 2011 | Sterneneisen Universal Music (UMG)                        | DE1 Gold · (18 Wo.)DE | AT5 (7 Wo.)AT | CH14 (4 Wo.)CH | Erstveröffentlichung: 25. Februar 2011 Verkäufe: + 100.000  |
| 2013 | Kunstraub Vertigo Records (UMG)                           | DE2 (6 Wo.)DE | AT19 (2 Wo.)AT | CH23 (2 Wo.)CH | Erstveröffentlichung: 27. September 2013                    |
| 2016 | Quid Pro Quo Vertigo Records (UMG)                        | DE1 Gold · (16 Wo.)DE | AT4 (7 Wo.)AT | CH9 (4 Wo.)CH | Erstveröffentlichung: 24. Juni 2016 Verkäufe: + 100.000     |
| 2020 | Kompass zur Sonne Vertigo Records (UMG)                   | DE1 (14 Wo.)DE | AT4 (3 Wo.)AT | CH3 (3 Wo.)CH | Erstveröffentlichung: 8. Mai 2020                           |
| 2024 | Wolkenschieber Vertigo Records (UMG)                      | DE2 (6 Wo.)DE | AT4 (1 Wo.)AT | CH14 (1 Wo.)CH | Erstveröffentlichung: 13. September 2024                    |